# Etióp farkas
Az etióp farkas, más néven kaber, etióp sakál vagy abesszin róka (Canis simensis) az emlősök (Mammalia) osztályának a ragadozók (Carnivora) rendjébe, ezen belül a kutyafélék (Canidae) családjába tartozó faj.

## Elterjedése, élőhelye
Afrikában egy kis területen, Etiópia hegyvidéki területein honos. Jelenlegi elterjedési területének központja a Bale-hegységi Nemzeti Park. Ennél jóval kevesebb, kb. 50 egyed él a Simien Nemzeti Parkban. Kifejezetten a szubalpin jellegű, fátlan hegyvidéki rétek lakója. 3000 méter alatti területen nemigen fordul elő, a hegyekben egészen 4400 méterig felhatol.

## Alfajai
A fajnak kettő egymástól földrajzilag jól elkülönült alfaja van, melyeket a Nagy-hasadékvölgy választ el egymástól.
- Canis simensis simensis; a Nagy-hasadékvölgytől északkeletre él. Arcorri része rövidebb, mint a déli alfajé.
- Canis simensis citernii; a Nagy-hasadékvölgytől délkeletre fordul elő. Arcorri része hosszabb, torka pedig vörösebb színű, mint az északi alfajé.

## Megjelenése
Megjelenése igen hasonlít a sakálokéra. Testhossza 84-100 centiméter, ehhez jön hozzá 27–40 cm-es farka. Vállmagassága 53-62 centiméter. Jellegzetes vörösessárga bundájú kutyaféle, a nőstények és a fiatalok bundája világosabb és fehér foltok vannak a torkukon, nyakukon és a mellkasukon. Farka mélyen tűzött és igen rókaszerű. Testtömege: 11–20 kilogramm.

## Életmódja
Ez a faj kulcsszerepet tölt be az Etióp-magasföld táplálék láncában. A fő zsákmányukat képező rágcsálók számának csökkenése és a terület túllegeltetése is a populációk hanyatlása irányába hat. Ez a faj kevésbé opportunista, mint a kutyafélék többsége. Táplálékának 96%-a egerekből és patkányokból áll. A fennmaradó csekély hányad fiatal madarakból, madártojásokból, dögökből áll és igen ritkán elejthet kisebb antilopokat is.
A viszonylag egyoldalú táplálkozásra való specializálódás miatt nem tud alkalmazkodni a megváltozott környezeti feltételekhez.
Napközben egyedül táplálkozik. Reggelente és éjszaka zajos, 2–12 egyedből álló csapatokba tömörülve üdvözlik egymást. Mint a kutyafélék többségénél itt is egy csapatban csak egyetlen szaporodó pár van, az alfa pár. Ehhez jön még 2–13 egyéb egyed, melyek többsége előző almokból való fiatal állat. Az alfa pár minden reggel közösen végigjárja territóriumuk határát és azt folyamatosan újra meg újra megjelölik.

## Természetvédelmi helyzete
Elterjedési területe egyre szűkül, mivel a földművelő parasztok egyre magasabb területeken jelennek meg és feltörik az ott található földet. A földművelés miatt fő zsákmányállatai, a rágcsálók megritkulnak (illetve mivel azok rájárnak a termésre a gazdák is igen intenzíven irtják a rágcsálókat) és emiatt a faj táplálékbázisa megszűnik. Ez a fő veszélyeztető tényezője. Mivel alapvetően kerüli az embert, nem jár be a falvakba baromfit rabolni, mint a sakálok, ezért a vadászata nem jelentős.
Állományát 2006-ban mintegy 700 egyedre becsülték, emiatt a Természetvédelmi Világszövetség a „veszélyeztetett” kategóriába sorolta.

## Rendszertani helyzete

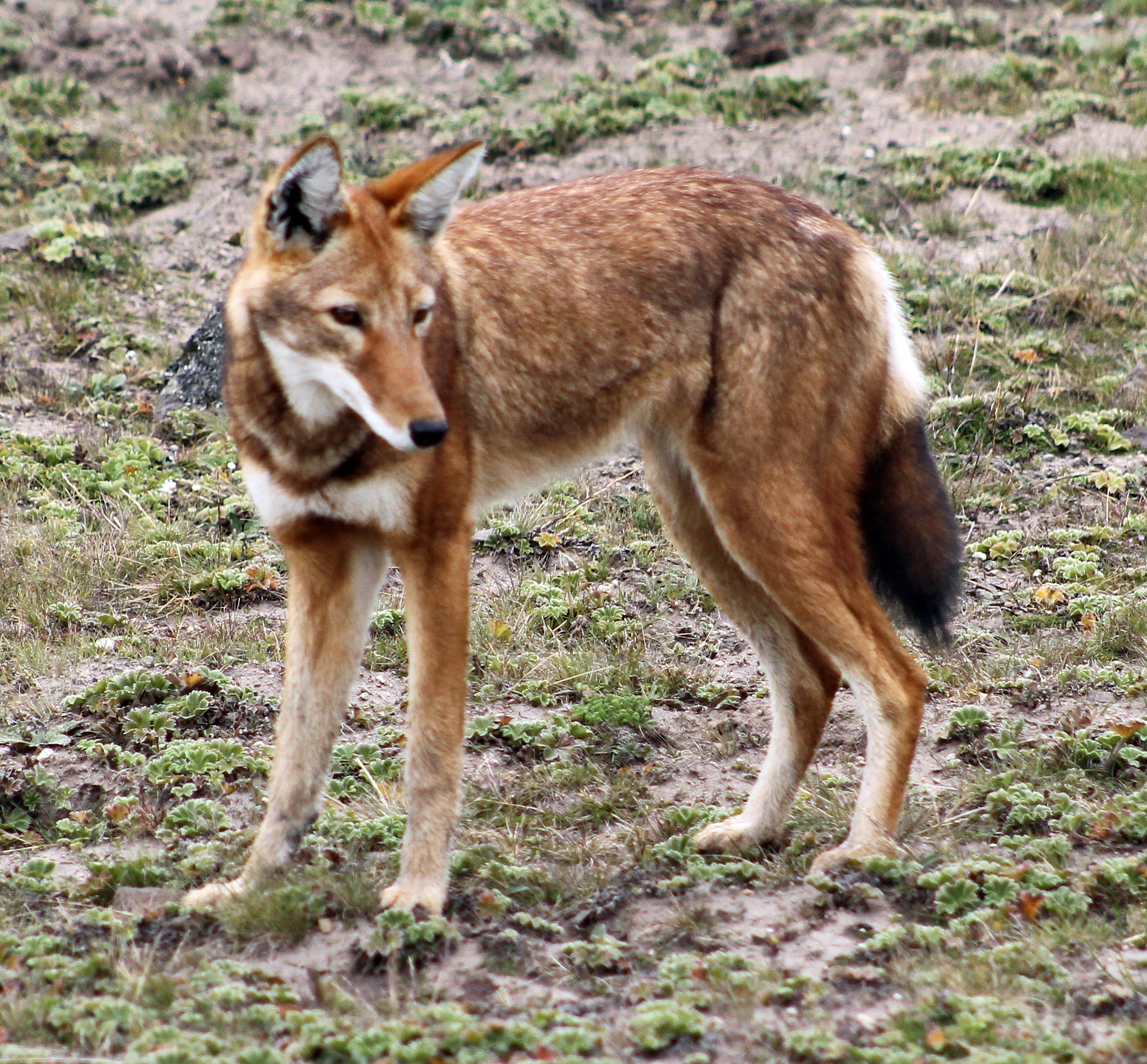

Korábban eléggé különálló fajnak vélték a kutyafélék családján belül. A rókák (Vulpini) és a kutyák (Canini) nemzetségén kívül egy különálló nemzetségbe, a Simenia nemzetségbe sorolták, melyet egymaga alkotott. A modern genetikai alapú kutatások nem támasztották ezt alá. Kiderült, hogy legközelebbi rokona a szürke farkas (Canis lupus). Ezzel közelebbi rokonságban van, mint a rá külsőleg jobban hasonlító és élőhelyéhez közelebb élő sakálokra.
Az etióp farkas visszahúzódó területű maradványfajnak számít, mely korábban sokkal nagyobb területen élt, de Afrika folyamatosan szárazabbá váló éghajlata miatt az Etióp-magasföld vidékére szorult vissza. A száraz szavannákon a táplálékbázist sokkal jobban hasznosító sakálfajok mellett nem tud megélni.